# 球门

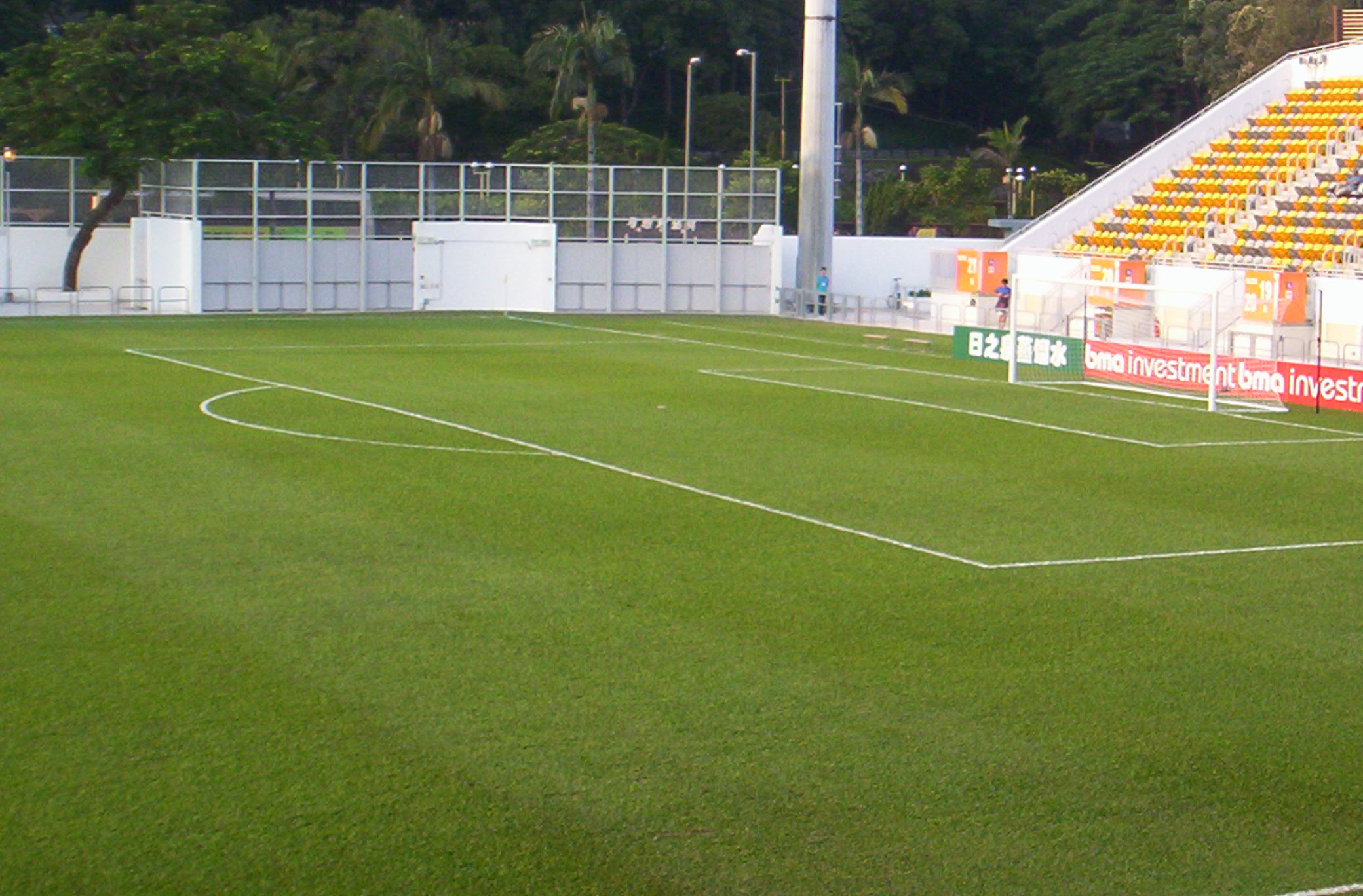
足球場球門

球門，又稱龍門，應用在大部分以進球來分出勝負的球類運動；例如足球、曲棍球、手球等。
球门的位置在底线上的中央位置。龙门由左右两条垂直的门柱及连接两条门柱的横楣组成。足球場的两条门柱内边缘距离需为7.3米（8码），门楣的下边缘则距离地面2.44米（8呎）。龙门后面通常设有网，但球例并无规定必须设有。
以前的球門非常簡陋，只以膠布黏緊兩根直立的木頭頂部而製成。到了後來，各地陸續興建了足球場，膠布才逐漸被門楣取代。
球門除了用以分辨進球是否有效之外，亦有助於支撐起球網。